# TTC Frickenhausen
 (janvier 2021).
Si vous disposez d'ouvrages ou d'articles de référence ou si vous connaissez des sites web de qualité traitant du thème abordé ici, merci de compléter l'article en donnant les références utiles à sa vérifiabilité et en les liant à la section « Notes et références ».
Le TTC Frickenhausen est un club allemand de tennis de table situé à Frickenhausen (Bade-Wurtemberg).

## Équipe 2012-2013
- Koki Niwa
- Kenta Matsudaira
- Steffen Mengel
- Wang Yang

## L'ascension du club
Créé en 1971 sous le nom du TTC Frickenhausen, le club végète pendant une grosse dizaine d'années dans les championnats amateurs avant d'atteindre  la deuxième division en 1984. Le club y restera jusqu'en 1995, année ou le club monte pour la première fois de son histoire la montée en Bundesliga 1. L'arrivée trois ans plus tard un sponsor principal modifie le nom du club qui devient le TTC Metabo-Frickenhausen, ce qui propulse le club en finale du championnat l'année suivante, s'inclinant contre le TTC Grenzau. Metabo retire son partenariat en 2005 sur un deuxième échec en finale du championnat mais une victoire en coupe la même année. Entretemps le club sera battu en finale de la coupe d'Europe Nancy-Evans en 2003 par le club français de Montpellier.

## L'âge d'or du TTCF
Frickenhausen réussi un doublé historique en 2006 en remportant enfin le championnat allemand mais aussi en remportant l'ETTU Cup en battant en finale le SV Plüderhausen, tenant du titre de la coupe d'Europe. Les hommes conservent leur titre de champion d'Allemagne l'année suivante, remporte sa deuxième coupe d'Allemagne et s'incline en quart de finale de leur première ligue des champions de leur histoire face au club espagnol du CTM Cajagranada (2-3 en Espagne, 0-3 au retour à domicile). 

## Retour sur terre
Frickenhausen perd ses titres en 2008 et s'incline à nouveau en quart de finale de la Ligue des champions face au prestigieux club de la Royal Villette Charleroi (1-3 ; 1-3). Le club fusionne à la fin du championnat 2007-2008 autour de l'équipe première de Frickenhausen du Müller Würzbourg Hofbräu pour devenir le TTC Muller-Frickenhausen/Wurzbrourg. Le club est engagé en ligue des champions mais est éliminé dès les phases de poules. La fusion s'arrête à la fin de la saison. En 2010, Un nouveau sponsor arrive et le club est engagé en championnat sous le nom de TTC Matec Frickenhausen.

## Palmarès
- ETTU Cup (1)
  - Vainqueur en 2006
  - Finaliste en 2003

- Championnat d'Allemagne (2)
  - Champion en 2006 et 2007
  - Finaliste en 1999 et 2005

- Coupe d'Allemagne (2)
  - Vainqueur en 2005 et 2007

## Anciens pongistes
- Torben Wosik
- Peter Stellwag
- Rebel Jürgen
- Michael Krumtünger
- Ulf Thorsell
- Dang Qiu